# Nestore di Magydos
Nestore di Magydos (fine del II secolo – Perge, 251) è stato un vescovo dell'Asia Minore, precisamente della città di Magydos, in Panfilia, martirizzato durante la breve  persecuzione dell'imperatore Decio. È venerato come santo dalla Chiesa cattolica e da quella ortodossa.

## Biografia
Di origine incerta, Nestore era stato nominato vescovo di Magydos, località nella provincia romana della Panfilia (l'attuale Turchia). 
Secondo una Passio greca, al tempo dell'episcopato di Nestore, Poplio (o Polio), il magistrato romano di Panfilia, ricevette l'editto imperiale dell'imperatore Decio (249-250) che obbligava tutti i cristiani ad abiurare la loro fede e a sacrificare agli dèi pagani. Il prefetto inviò dunque i suoi cavalieri in tutta la provincia, con l'incarico di scovare i Cristiani e di costringerli a sacrificare agli idoli. Nestore, avvertito del loro arrivo, si preoccupò di mettere in salvo tutta la comunità cristiana all'infuori della sua città, e, raccoltosi in preghiera nella sua casa, attese l'arrivo dei soldati. 
Una volta giunti, il vescovo si consegnò loro volontariamente e li seguì con sottomissione, senza aver timore della sua sorte. Venne inizialmente condotto davanti al senato e al giudice del tribunale locale; dopo un interrogatorio, incurante delle minacce, il santo rifiutò di obbedire all'editto imperiale e di sacrificare incenso agli dèi. 
Mentre egli veniva trasferito poi a Perge, in cui risiedeva il preside della provincia, la terra venne scossa da un terremoto; nella città, Nestore fu presentato all'adiutor Urbano e nuovamente invitato ad abiurare. Al suo nuovo rifiuto, venne sottoposto a lunghe torture e infine condannato dallo stesso prefetto alla crocifissione, "perché", come afferma il Martirologio Romano, "lui che aveva confessato il Crocifisso subisse il medesimo supplizio."
Il santo venne crocifisso nell'ultimo anno della persecuzione di Decio, nel 250, o, come sostengono altre fonti, nel 251, e sotto il suo patibolo si radunò subito una grande folla di fedeli.

## Culto
La data di commemorazione del santo non è stata ancora ben definita. Diversi "Martirologi", infatti, la collocarono in diverse date del mese di febbraio. I Martirologi Occidentali risalenti al Medioevo lo ricordavano il 25 febbraio, data che Cesare Baronio trasferì nell'attuale Martirologio Romano.